# Igor Milošević
Igor Milošević, noto anche con il nome greco di Igkor Milosevits (in serbo Игор Милошевић?; Belgrado, 14 aprile 1986), è un ex cestista serbo naturalizzato greco.

## Carriera
Con la Grecia under 26 ha disputato i Giochi del Mediterraneo di Pescara 2009.

## Palmarès
- Campionato lituano: 1

Lietuvos rytas: 2009-10
- Coppa di Serbia e Montenegro: 1

Stella Rossa Belgrado: 2006